# Neri di Bicci

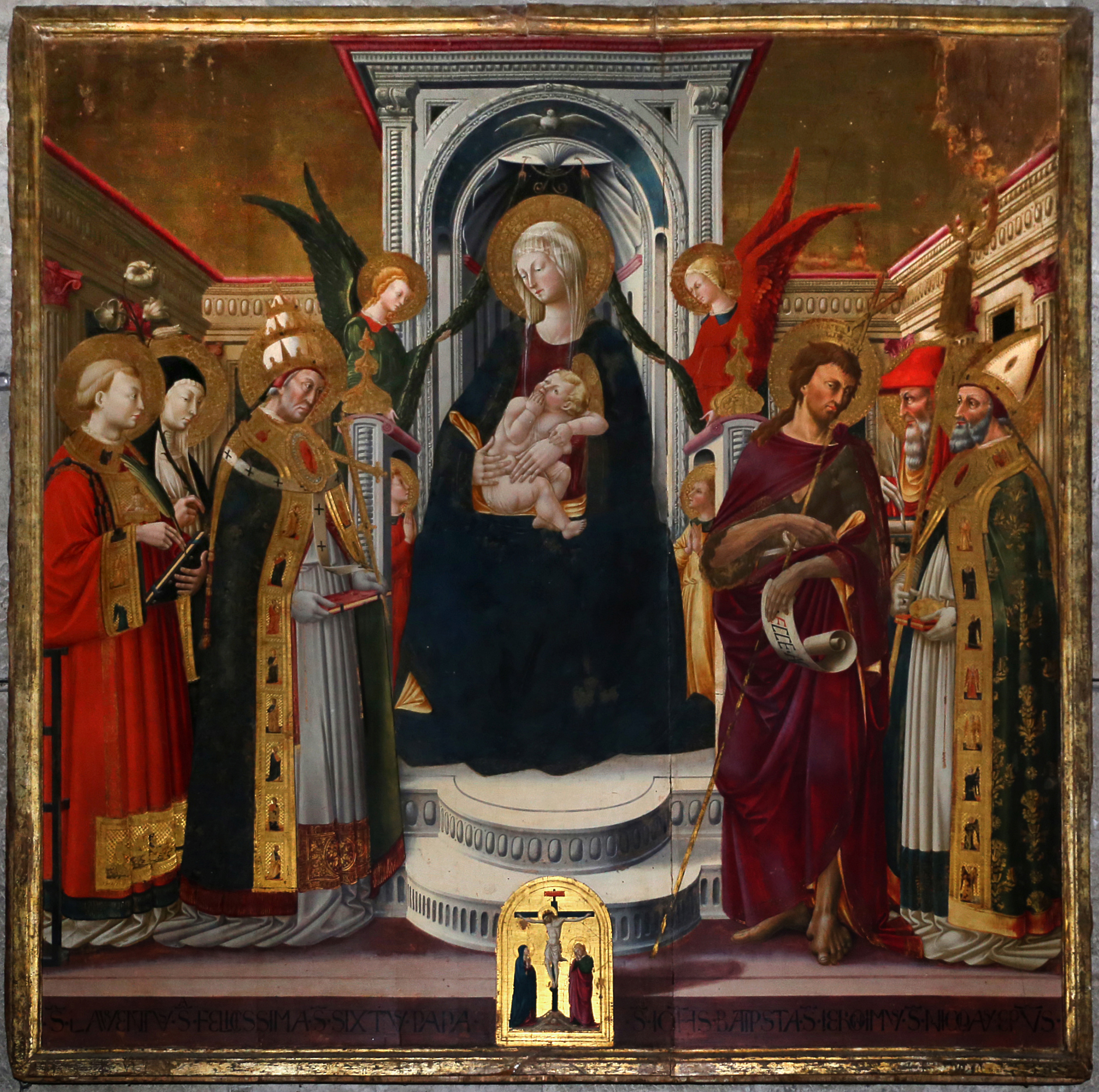
Neri di Bicci, Altartafel mit Madonna mit Kind und Heiligen, 1457–1459, Temperafarbe und Gold auf Holztafel, Viterbo, Chiesa di San Sisto

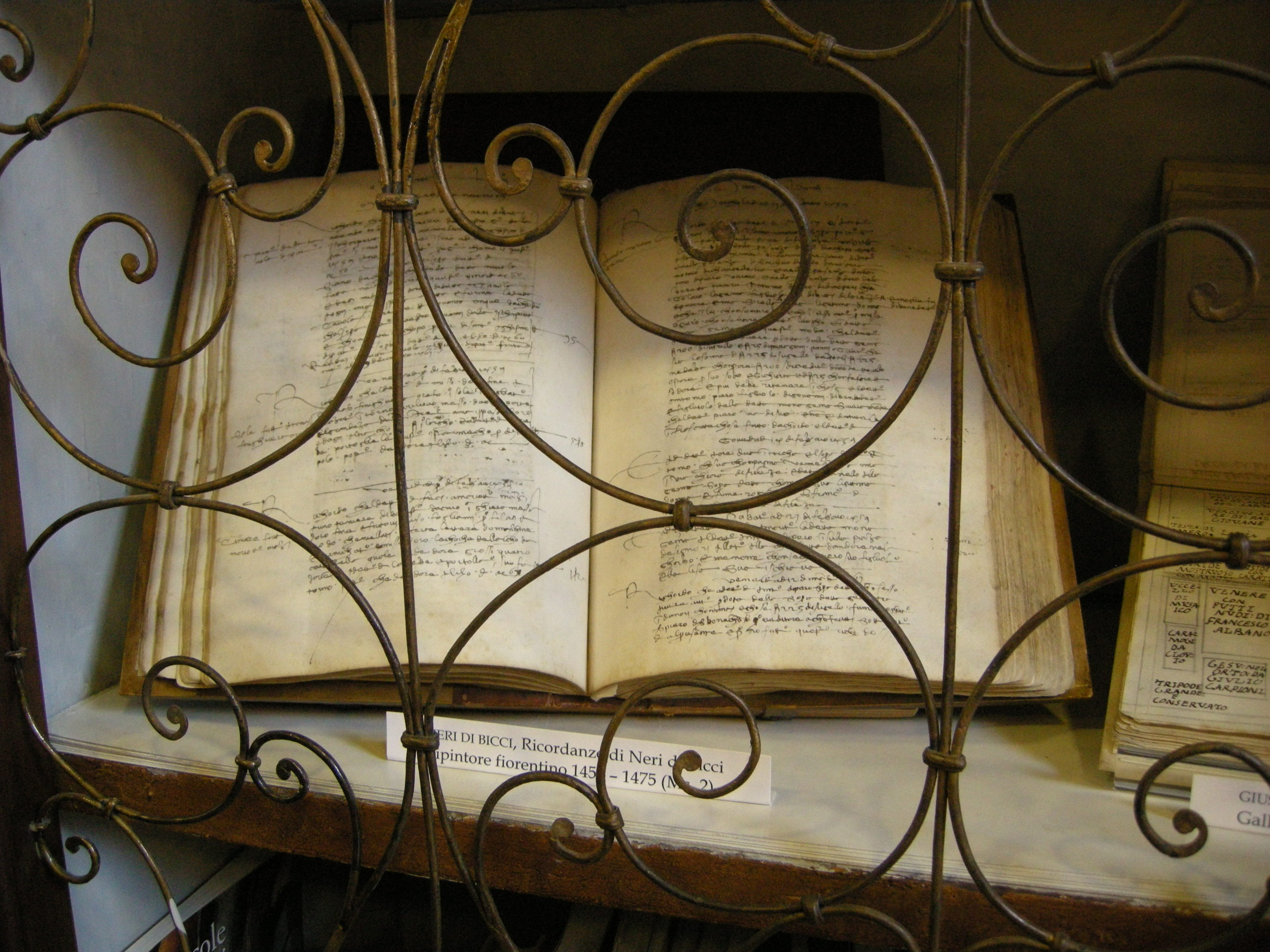
Neri di Bicci, Ricordanze

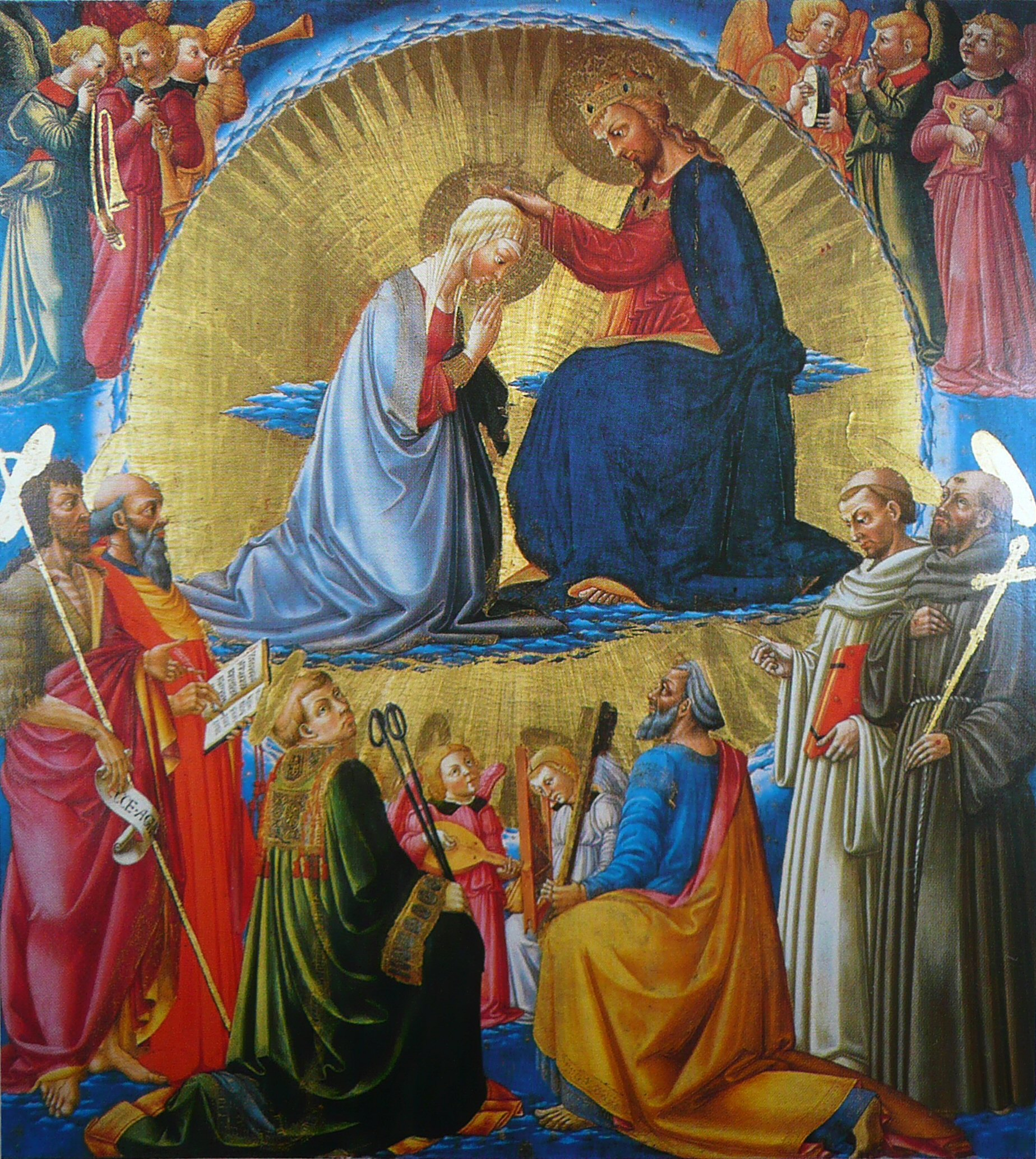
Neri di Bicci, Altartafel mit Marienkrönung mit Heiligen, 1461, Temperafarbe und Gold auf Holzapfel, Paris, Musée Jacquemart-André

Neri di Bicci (* 1418 in Florenz; † 1492 ebenda) war ein vor allem in Florenz aktiver Maler des 15. Jahrhunderts. Eine große Zahl erhaltener Werke belegt die Produktivität und den immensen Erfolg seiner Werkstatt. Seine erhaltenen Auftragsbücher (Ricordanze, 1453–1475) sind für die kunstwissenschaftliche Forschung eine wichtige Quelle.

## Leben
Neri di Bicci wurde als Sohn des Malers Bicci di Lorenzo (1373–1452, Sohn des Malers Lorenzo di Bicci, ca. 1350–1427) in Florenz geboren. Er erhielt seine künstlerische Ausbildung in der Werkstatt seines Vaters, die er nach dessen Tod 1452 übernahm. 
In Neris Werkstatt entstanden zahlreiche großformatige Altartafeln und kleine Andachtsbilder, zudem versah er Madonnenreliefs aus Gips und Terrakotta mit farbigen Fassungen und Vergoldungen. 

## Ricordanze
Seine Auftragsbücher (Ricordanze), in denen der Künstler für die Jahre 1453 bis 1475 alle von seiner Werkstatt ausgeführten Kunstwerke – insgesamt 798 – samt Rechnungsdatum, Preis, Motiv und verwendeten Materialien festgehalten hat, werden im Archiv der Uffizien aufbewahrt.

## Werke
- 1440: Kruzifix, Tempera-Farbe auf Holz, Strada in Chianti (Greve in Chianti), Chiesa di San Cristoforo
- 1445: Thronende Madonna mit Kind und vier Engeln, Tempera-Farbe und Gold auf Holz, Museum of Fine Arts, Boston
- 1452: Thronende Madonna mit Kind und vier Heiligen, Tempera-Farbe und Gold auf Holz, San Miniato, Museo Diocesano
- 1455: San Giovanni Gualberto und Vallombrosaner-Heilige, Tempera-Farbe und Gold auf Holz, Florenz, Basilica di Santa Trinita
- 1455: Verkündigung, Tempera-Farbe und Gold auf Holz, Florenz, Santa Maria Novella
- 1457–1459, Madonna mit Kind und Heiligen, Tempera-Farbe und Gold auf Holz, Viterbo, Chiesa di San Sisto
- 1459: Verkündigung, Tempera-Farbe und Gold auf Holz,  Pescia, Pinacoteca
- 1461: Marienkrönung, Tempera-Farbe und Gold auf Holz, Paris, Musée Jacquemart-André
- 1463: Madonna mit Kind und Heiligen, Tempera-Farbe und Gold auf Holz, Peccioli, Pieve di San Verano
- 1464: Verkündigung, Tempera-Farbe und Gold auf Holz,  Florenz, Accademia delle Arti del Disegno
- 1464: hl. Felicita und ihre sieben Kinder, Florenz, Chiesa di Santa Felicita, Sakristei
- 1466: Marienkrönung, Tempera-Farbe und Gold auf Holz, Florenz, Chiesa di San Bartolo a Cintoia
- 1470–1475: Maria reicht dem Apostel Thomas ihren Gürtel, Tempera-Farbe und Gold auf Holz, San Miniato, Museo Diocesano
- 1471: Verkündigung, Tempera-Farbe und Gold auf Holz,  Tavarnelle Val di Pesa, Chiesa di Santa Lucia al Borghetto
- 1471–1475: Thronende Madonna mit Kind und Engeln (sog. "Madonna delle Grazie"), Tempera-Farbe und Gold auf Holz, Volterra, Museo Diocesano di Arte Sacra
- 1471–1472: Marienkrönung mit Heiligen, Tempera-Farbe und Gold auf Holz, Rahmen von Giuliano da Maiano, in Bucine, Badia di San Pietro a Ruoti
- 1472: Madonna mit Kind und Heiligen, Tempera-Farbe und Gold auf Holz, Florenz
- 1473: Marienkrönung, Tempera-Farbe und Gold auf Holz, Florenz
- 1473: Beweinung mit den Hll. Lukas Ev., Margareta, Maria Magdalena, Johannes Ev., Katharina und Luzia, Tempera-Farbe und Gold auf Holz, Tavarnelle Val di Pesa, Museo di Arte Sacra in Tavarnelle Val di Pesa
- ca. nach 1475: Porträt des Niccolò Sernigi, Tavarnelle Val di Pesa, Museo di Arte Sacra in Tavarnelle Val di Pesa
- 1476–1481: Marienkrönung, Tempera-Farbe und Gold auf Holz, San Casciano in Val di Pesa, Museum von San Casciano
- 1478: Martyrium des hl. Sebastian mit den Hll. Bartholomäus und Nikolaus von Bari, Tempera-Farbe und Gold auf Holz, Volterra, Pinacoteca Civica
- ca. 1478: Hl. Sebastian mit den Heiligen Blasius und Antonius Abbas, Montecatini Val di Cecina
- 1480er: Thronende Madonna mit Kind und dem hl. Antonius Abbas und San Giuliano, Tempera-Farbe und Gold auf Holz, Montespertoli, Museo di Arte Sacra
- 1482: thronende Madonna mit Kind und der hl. Cäcilia, hl. Anna, Maria Magdalena und der hl. Katharina von Alexandria, Tempera-Farbe und Gold auf Holz, Siena, Pinacoteca Nazionale di Siena
- undatiert: Madonna mit Kind und den hl. Franziskus und Martin, Tempera-Farbe und Gold auf Holz, Chiesa di San Martino, Chiusi della Verna